# マリア・ルイス・ライアン
マリア・ルイス・ライアン（Marja-Lewis Ryan, 1985年3月19日 - ）は、アメリカ合衆国の脚本家、監督、プロデューサー、女優。ニューヨーク州ブルックリン出身。

## 生い立ち
1985年3月19日、ニューヨーク州ブルックリンに生まれる。
ニューヨーク大学ティッシュ芸術部で優等学士号を取得し、アトランティック・シアター・カンパニーのアクティングスクールで学んだ。

## キャリア
ライアンは、ニューヨーク大学在学中に脚本執筆に興味を持ったとインタビューで語っている。友人たちと共有していた「自分の仕事は自分で作らなければならない」という考えのもと、俳優としてワークショップに参加する際に最初の脚本を執筆した。
作品のテーマ的な関心については、自身が脚本・制作・主演を務めた映画『4つの嘘と愛』公開後に起きたことを例に挙げ、「あり得ないほど偉い人たちと会う機会があったんです。その時の会話で何度も出て来たのが、『残りの人生、どんな仕事をしたいのか？』という質問でした。初めてそう訊かれた時、自分でもショックなほど正直に答えました。『私はただ、男性の観客を排除しない、女性向けのダーク・コメディを書きたいんです』と言ったんです」と述べている。
2000年代初頭には、ロサンゼルスの劇団「Theatre of NOTE」に所属し、脚本・演出を担当。
2010年に公開された映画『4つ嘘と愛』で脚本・制作・主演を務め、2016年にはロサンゼルス女性演劇祭でマーベリック賞を受賞。
2018年に動画配信サービスのNetflixで配信された映画『シックス・バルーン』の脚本・監督を担当。また、チャニング・テイタムとジリアン・ベル主演の映画『スプラッシュ』のリブート版の脚本を務めることも発表された（公開日未定）。
2019年から放送が開始された、LGBTQIA+の人々の人間模様を描いたテレビドラマ『Lの世界 ジェネレーションQ』で、ショーランナー並びに制作総指揮を務めている。

## 主な作品

### 映画
| 公開年 | 邦題 原題                       | 監督 | 脚本 | 制作 | 備考        |
| ------ | ------------------------------- | ---- | ---- | ---- | ----------- |
| 2010   | 4つの嘘と愛 The Four-Faced Liar | No   | Yes  | Yes  | 兼 主演     |
| 2018   | シックス・バルーン 6 Balloons   | Yes  | Yes  | No   | Netflix映画 |

### テレビシリーズ
| 放送年 | 邦題 原題                                          | 監督 | 脚本 | 制作 | 備考                                               |
| ------ | -------------------------------------------------- | ---- | ---- | ---- | -------------------------------------------------- |
| 2019-  | Lの世界 ジェネレーションQ The L Word: Generation Q | Yes  | Yes  | Yes  | 『Lの世界』の続編ドラマ ショーランナー兼制作総指揮 |

## 私生活
ライアンはレズビアンであることをカミングアウトしている。